# Croton vaccinioides
Croton vaccinioides är en törelväxtart som beskrevs av Achille Richard. Croton vaccinioides ingår i släktet Croton och familjen törelväxter. Inga underarter finns listade i Catalogue of Life.